# 케언스 아동 살해사건
케언스 아동 살해사건은 2014년 12월 19일 오전 11시 20분 케언스 지역의 마누라 마을에서 신고를 받은 구급대원이 사망한 아이 8명을 발견한 사건이다. 사망자는 18개월부터 15세까지 다양했다. 또한, 그 자리에서 자상을 입은 20세 형이 발견되었다. 이 집의 이웃들은 사건이 일어난 전날 밤과 그 날 아침에 집에서 싸우는 소리가 들렸다고 증언했다.

## 혐의
아이들 7명의 어머니인 37세의 토레즈 해협 원주민 메르센 워리아(Mersane Warria)는 심각한 자해 부상으로 병원에 입원했다. 또한, 워리아는 8번째 피해자의 이모인 것으로 추측된다. 12월 20일 워리아는 살인 혐의로 체포되었고 케언스의 병원에서 경찰의 감시 아래 있다. 12월 21일에는 검찰에게 고발되었다.

## 반응
호주 총리인 토니 애벗은 이 살인 사건을 "말할 수도 없는 범죄"라고 말했다. 퀸즐랜드 주의 총리인 캠벌 뉴먼은 이 사건이 충격적이고 슬펐다고 말하면서 "나는 모든 퀸즐랜드 사람에게 다가올 날에 지원을 받아야 할 사람들에게 다가가고 필요할 경우 전문적인 요청을 하는 것을 주저하지 말라."라고 말했다. 케언스 지역 시장인 밥 메닝(Bob Manning)은 "케언스 사람들은 이제 단결하여 이 사건의 영향을 받은 사람들에게 공감해주며, 이러한 어려운 일을 처리해야 하는 경찰 및 기타 기관들에게 존중해 주었으면 한다"라고 말했다. 토레즈 해협 아일랜드 지역 의회는 그들에 대한 개인정보 보호 및 문화적 책임에 대해 존중하는 법안을 내면서 "엄격한 문화 조약"은 부적절하다고 말했다.